# Pleasant Prairie (Wisconsin)
Pleasant Prairie ist eine Gemeinde (mit dem Status „Village“) im Kenosha County im US-amerikanischen Bundesstaat Wisconsin. Das U.S. Census Bureau ermittelte bei der Volkszählung 2020 eine Einwohnerzahl von 21.250.
Pleasant Prairie ist Bestandteil der Metropolregion Chicago.

## Geografie
Pleasant Prairie liegt im äußersten Südosten Wisconsins am Westufer des Michigansees. Im Süden wird das Gemeindegebiet durch die Grenze zu Illinois begrenzt.
Die geografischen Koordinaten von Pleasant Prairie sind 42°32′20″ nördlicher Breite und 87°52′13″ westlicher Länge. Das Gemeindegebiet erstreckt sich über eine Fläche von 87,1 km², die sich auf 86,3 km² Land- und 0,8 km² Wasserfläche verteilen.
Nachbarorte von Pleasant Prairie sind Kenosha (an der nördlichen Ortsgrenze), Bristol (11,9 km westlich), Antioch in Illinois (19,3 km südwestlich), Winthrop Harbor in Illinois (an der südlichen Ortsgrenze) und Zion in Illinois (19 km südlich).
Die nächstgelegenen größeren Städte sind Wisconsins größte Stadt Milwaukee (58,9 km nördlich), Chicago in Illinois (92,2 km südsüdöstlich), Rockford in Illinois (112 km westsüdwestlich) und Wisconsins Hauptstadt Madison (159 km westnordwestlich).

## Verkehr
Die Interstate 94 und der hier auf einem gemeinsamen Streckenabschnitt verlaufende U.S. Highway 41 bilden die westliche Umgehungsstraße von Pleasant Prairie. Weiterhin verlaufen die Wisconsin State Highways 31, 32, 50 und 165 durch das Gemeindegebiet von Pleasant Prairie. Alle weiteren Straßen sind untergeordnete Landstraßen, teils unbefestigte Fahrwege sowie innerörtliche Verbindungsstraßen.
Durch Pleasant Prairie verlaufen für den Frachtverkehr zwei Eisenbahnstrecken der Canadian Pacific Railway (CPR) und der Union Pacific Railroad (UP).
Mit dem Kenosha Regional Airport befindet sich hinter der nördlichen Ortsgrenze ein Regionalflughafen. Die nächsten Verkehrsflughäfen sind der Milwaukee Mitchell International Airport in Milwaukee (48,9 km nördlich) und der Chicago O’Hare International Airport in Chicago (72,1 km südsüdwestlich).

## Geschichte
Die Erstbesiedlung fand 1833 durch Horace Woodbridge statt. Im Jahr 1842 wurde die Town of Pleasant Prairie gebildet, eine den Townships in den meisten US-Bundesstaaten entsprechende Verwaltungseinheit. Nach und nach wurden Teile des Ortes der benachbarten Stadt Kenosha zugeteilt. 1989 wurde der verbliebene Teil der Town als Village of Pleasant Prairie inkorporiert.
Im Jahr 1911 wurde ein Großteil des Ortes durch eine Explosion der ansässigen Dynamitfabrik zerstört.

## Wirtschaft
Pleasant Prairie beherbergt einen Standort der ZF Electronics ehemals Cherry Corporation. Im November 2023 eröffnete der deutsche Fruchtgummi-Hersteller Haribo hier seine erste Produktionsfabrik in den USA.
Mit dem Pleasant Prairie Power Plant befindet sich ein mit Kohle betriebenes Großkraftwerk mit einer installierten Leistung von 1190 Megawatt in Pleasant Prairie.
Der in Familienbesitz befindliche Versandhändler für Versandkartons, Verpackungsmaterial und Industriebedarf Uline Inc. hat in Pleasant Prairie seinen Unternehmenssitz. Mit 9.000 Mitarbeitern wurde 2023 7 Milliarden US-DOLLAR Umsatz erzielt.

## Bevölkerung
Nach der Volkszählung im Jahr 2010 lebten in Pleasant Prairie 19.719 Menschen in 7272 Haushalten. Die Bevölkerungsdichte betrug 228,5 Einwohner pro Quadratkilometer. In den 7272 Haushalten lebten statistisch je 2,68 Personen.
Ethnisch betrachtet setzte sich die Bevölkerung zusammen aus 91,1 Prozent Weißen, 2,5 Prozent Afroamerikanern, 0,4 Prozent amerikanischen Ureinwohnern, 1,7 Prozent Asiaten, 0,1 Prozent Polynesiern sowie 2,4 Prozent aus anderen ethnischen Gruppen; 1,9 Prozent stammten von zwei oder mehr Ethnien ab. Unabhängig von der ethnischen Zugehörigkeit waren 6,8 Prozent der Bevölkerung spanischer oder lateinamerikanischer Abstammung.
25,5 Prozent der Bevölkerung waren unter 18 Jahre alt, 61,7 Prozent waren zwischen 18 und 64 und 12,8 Prozent waren 65 Jahre oder älter. 50,9 Prozent der Bevölkerung war weiblich.
Das mittlere jährliche Einkommen eines Haushalts lag bei 76.968 USD. Das Pro-Kopf-Einkommen betrug 33.821 USD. 4,6 Prozent der Einwohner lebten unterhalb der Armutsgrenze.